# Christoph Amend
Christoph Amend (* 9. Februar 1974 in Gießen) ist ein deutscher Journalist und Editorial Director der Zeit.

## Leben
Aufgewachsen in Langgöns machte er 1993 sein Abitur in Butzbach. An der Universität Gießen studierte er Anglistik und Politische Wissenschaften.
Amend wurde 1996 zunächst Redakteur, dann stellvertretender Redaktionsleiter bei jetzt, dem Jugendmagazin der Süddeutschen Zeitung. 1999 wechselte er als Redakteur für besondere Aufgaben zum Tagesspiegel nach Berlin; ab 2001 war er verantwortlich für dessen Sonntagsbeilage. Seit 2004 arbeitet Amend bei der Zeit, zunächst als Leiter des Ressorts „Leben“. Von 2007 bis November 2020 leitete Amend die Redaktion des ZEITMagazins als Chefredakteur. Seit 2011 ist Amend Herausgeber der Weltkunst. Von 2020 bis 2024 war er Editorial Director des ZEITmagazins, seit 2024 bei der Zeit.
Seit 2018 ist Christoph Amend, gemeinsam mit Jochen Wegner, Gastgeber des „potentiell unendlichen“ Podcasts Alles gesagt?. Von 2021 bis 2023 moderiert er mit Ilona Hartmann den Podcast Und was machst du am Wochenende?. Seit Juni 2023 ist seine Co-Gastgeberin Ubin Eoh.
Aus Gesprächen mit Iris Berben verfasste er ihre Lebenserinnerungen („Ein Jahr – ein Leben“). Er ist der Bruder von Lars Amend.

## Preise und Auszeichnungen
- Hermann-Hesse-Nachwuchspreis 2004 für „Morgen tanzt die ganze Welt“ (Karl Blessing Verlag, 2003)
- Axel-Springer-Preis für Porträt über Michel Friedman

## Werke
- Morgen tanzt die ganze Welt – Die Jungen, die Alten, der Krieg. Blessing, München 2003, ISBN 978-3-89667-199-8.
- mit Matthias Stolz: Sind Sie was Besonderes? Die 1000 beliebtesten Meinungen unserer Zeit. Knaur-Taschenbuch-Verlag, München 2010, ISBN 978-3-426-78349-8.
- Best of: Das Beste aus dem Zeit-Magazin. Zeitverlag Bucerius, Hamburg 2010, ISBN 978-3-8419-0059-3.
- mit Patrick Schwarz: Die Grünen - das Buch. Edel, Hamburg 2011, ISBN 978-3-8419-0115-6.
- Iris Berben Ein Jahr – ein Leben. S. Fischer, Frankfurt am Main 2012, ISBN 978-3-10-004815-8.
- mit Lukas Gansterer und Clemens Wolf: Autodruck. Distanz, Berlin 2014, ISBN 978-3-95476-068-8.
- Wie geht’s dir, Deutschland? Was aus dem Land geworden ist, in dem ich aufgewachsen bin. Rowohlt, Hamburg 2019, ISBN 978-3-498-00139-1.

## Belege
1. ↑  Artikel des Autors Christoph Amend. In: Zeit Verlagsgruppe. Abgerufen am 7. Juni 2024.
2. ↑  Ich wollte schon als Teenager verstehen, wie die Welt funktioniert. In: ohnedenhype.com. Abgerufen am 8. Juli 2021.
3. ↑  Christoph Amend, Herausgeber der WELTKUNST, im Interview mit Causales. Abgerufen am 19. Januar 2025.
4. ↑  Neue Führungsstruktur beim ZEITmagazin: Christoph Amend wird Editorial Director, Maria Exner und Sascha Chaimowicz bilden neue Chefredaktion. In: Zeit Verlagsgruppe. Abgerufen am 26. Februar 2021.
5. ↑  Artikel des Autors Christoph Amend. In: Zeit Verlagsgruppe. Abgerufen am 7. Juni 2024.
6. ↑  Christoph Amend, Ubin Eoh: Wochenendpodcast: "Das war mein Problem mit 19: Ich wollte eigentlich alles machen". In: Die Zeit. 16. Juni 2023, ISSN 0044-2070 (zeit.de [abgerufen am 18. Mai 2024]).

| Personendaten    | Personendaten        |
| ---------------- | -------------------- |
| NAME             | Amend, Christoph     |
| KURZBESCHREIBUNG | deutscher Journalist |
| GEBURTSDATUM     | 9. Februar 1974      |
| GEBURTSORT       | Gießen               |